# Schneefernerkopf
O Schneefernerkopf é um pico do maciço Zugspitze, nos Alpes, a 2875 metros de altura. Encontra-se na na fronteira entre o estado alemão da Baviera e do estado austríaco de Tirol.